# Laure Pequegnot
Laure Pequegnot, née le 30 septembre 1975 à Échirolles, dans la banlieue sud de Grenoble, est une skieuse alpine française.

## Biographie
Championne du Monde juniors de slalom en 1994, elle débute sur le circuit en 1995.

## Palmarès

### Jeux olympiques d'hiver
Laure Pequegnot a participé à trois éditions des Jeux olympiques d'hiver entre 1998 et 2006. Elle y a pris quatre départs dont trois en slalom et un en slalom géant. Elle a remporté la médaille d'argent dans le slalom de Salt Lake City en 2002.
| Épreuve / Édition | Nagano 1998 | Salt Lake City 2002 | Turin 2006   |
| Slalom            | Abandon     | Argent              | Disqualifiée |
| Slalom géant      | -           | 33e                 | -            |

### Championnats du monde
Laure Pequegnot a participé à quatre éditions des Championnats du monde entre 1999 et 2005. Elle y a pris quatre départs en individuel, tous en slalom, mais n'a rejoint qu'une seule fois l'arrivée. Elle a remporté une médaille de bronze dans l'épreuve par équipes à Bormio en 2005.
| Épreuve / Édition | Vail/Beaver Creek 1999 | Sankt Anton 2001 | Saint-Moritz 2003 | Bormio 2005 |
| Slalom            | Abandon                | Abandon          | 7e                | Abandon     |

### Coupe du monde

#### Différents classements en Coupe du monde
Le meilleur classement général en Coupe du monde de Laure Pequegnot est une 9e place, obtenue en 2002. Cette même année, elle a remporté le petit globe de cristal du slalom.
| Année/Classement | Année/Classement | Général | Général | Descente | Descente | Super G | Super G | Géant  | Géant  | Slalom | Slalom | Combiné | Combiné |
| ---------------- | ---------------- | ------- | ------- | -------- | -------- | ------- | ------- | ------ | ------ | ------ | ------ | ------- | ------- |
| Année/Classement | Année/Classement | Class.  | Points  | Class.   | Points   | Class.  | Points  | Class. | Points | Class. | Points | Class.  | Points  |
| 1995             | 1995             | 100e    | 11      | -        | -        | -       | -       | -      | -      | 48e    | 11     | -       | -       |
| 1996             | 1996             | 85e     | 24      | -        | -        | -       | -       | -      | -      | 42e    | 24     | -       | -       |
| 1998             | 1998             | 41e     | 173     | -        | -        | -       | -       | -      | -      | 13e    | 173    | -       | -       |
| 1999             | 1999             | 63e     | 64      | -        | -        | -       | -       | -      | -      | 26e    | 64     | -       | -       |
| 2000             | 2000             | 66e     | 111     | -        | -        | -       | -       | -      | -      | 20e    | 111    | -       | -       |
| 2001             | 2001             | 22e     | 317     | -        | -        | -       | -       | -      | -      | 5e     | 317    | -       | -       |
| 2002             | 2002             | 9e      | 597     | -        | -        | -       | -       | -      | -      | 1er    | 597    | -       | -       |
| 2003             | 2003             | 19e     | 342     | -        | -        | -       | -       | 59e    | 1      | 6e     | 341    | -       | -       |
| 2004             | 2004             | 37e     | 202     | -        | -        | -       | -       | -      | -      | 12e    | 202    | -       | -       |
| 2005             | 2005             | 47e     | 144     | -        | -        | -       | -       | -      | -      | 13e    | 144    | -       | -       |
| 2006             | 2006             | 32e     | 227     | -        | -        | -       | -       | -      | -      | 8e     | 227    | -       | -       |

#### Détail des victoires
Laure Pequegnot compte trois victoires en Coupe du monde, toutes les trois remportées la même saison.
| Édition / Épreuve | Slalom                                    | Total |
| 2002              | Copper Mountain Saalbach-Hinterglemm Aare | 3     |
| Total             | 3                                         | 3     |

#### Performances générales
Laure Pequegnot a pris 114 départs en Coupe du monde, dont 100 en slalom. Elle compte trois victoires dans cette discipline et a pris place sur le podium à cinq autres reprises. Elle a terminé 33 fois dans les dix premiers d'une épreuve. Pequegnot a pris treize départs en slalom géant mais n'a marqué des points dans cette discipline qu'une seule fois. En revanche, elle ne s'est jamais alignée sur les épreuves de descente et de super-G.
| Résultat  | Slalom géant | Slalom | Total |
| --------- | ------------ | ------ | ----- |
| 1re place | -            | 3      | 3     |
| 2e place  | -            | 4      | 4     |
| 3e place  | -            | 1      | 1     |
| Top 10    | -            | 33     | 34    |
| Top 30    | 1            | 68     | 70    |
| Autres    | 12           | 32     | 44    |
| Départs   | 13           | 100    | 114   |

### Championnats du monde juniors
Laure Pequegnot a participé à deux éditions des Championnats du monde juniors. Elle a remporté une médaille d'or en slalom à Lake Placid en 1994.
| Épreuve / Édition           | Slalom        |
| --------------------------- | ------------- |
| Mondiaux 1993 Montecampione | 19e           |
| Mondiaux 1994 Lake Placid   | Médaille d'or |

### Championnats de France
Laure Pequegnot a participé à onze éditions des championnats de France de ski alpin entre 1996 et 2006. Elle a remporté quatre titres de championne de France de slalom et un titre en combiné. Souvent alignée en slalom géant, elle n'est jamais montée sur le podium dans cette discipline.
| Épreuve / Édition                     | Descente | Super-G | Slalom géant | Slalom            | Combiné       |
| ------------------------------------- | -------- | ------- | ------------ | ----------------- | ------------- |
| Championnats 1996 Les Menuires / Vars |          |         |              | Médaille d'argent | Médaille d'or |
| Championnats 1997 L'Alpe d'Huez       | 27e      | 19e     | -            | -                 |               |
| Championnats 1998 Serre Chevalier     | -        | -       | 13e          | Médaille d'or     |               |
| Championnats 1999 La Clusaz           | -        | -       | 32e          | 5e                |               |
| Championnats 2000 Valloire            | -        | -       | Abandon      | Abandon           |               |
| Championnats 2001 Courchevel          | -        | -       | 5e           | Abandon           |               |
| Championnats 2002 Megève              | -        | -       | 8e           | Abandon           |               |
| Championnats 2003 Les Menuires        | -        | -       | Abandon      | Médaille d'or     |               |
| Championnats 2004 Les Carroz/Flaine   | -        | -       | 7e           | Médaille d'or     |               |
| Championnats 2005 L'Alpe d'Huez       | -        | -       | 9e           | Médaille d'or     |               |
| Championnats 2006 Courchevel          | -        | -       | 26e          | Abandon           |               |

## Reconversion
- Conseillère municipale de l'Alpe d'Huez [8]